# Martín Fierro (revue)
Pour les articles homonymes, voir Martín Fierro.
 (septembre 2018).
Si vous disposez d'ouvrages ou d'articles de référence ou si vous connaissez des sites web de qualité traitant du thème abordé ici, merci de compléter l'article en donnant les références utiles à sa vérifiabilité et en les liant à la section « Notes et références ».
Martín Fierro est une revue littéraire argentine publiée entre février 1924 et 1927. 
Fondée par son directeur Evar Méndez et par José B. Cairola, Leónidas Campbell, H. Carambat, Luis L. Franco, Oliverio Girondo, Ernesto Palacio, Pablo Rojas Paz et Gastón O. Talamón. Son tirage atteint les 20 000 exemplaires.

## Histoire
Née à la suite de plusieurs revues d'avant-garde éphémères, comme Prisma (revue murale) et Proa, elle paraît à partir de février 1924. Son nom est un hommage au poème national argentin Le Martin Fierro, de José Hernandez. 
Son importance est double. D'abord par ses collaborations : des auteurs encore jeunes acquerront par la suite une réputation internationale et deviendront des classiques de la littérature argentine, comme Jorge Luis Borges, Leopoldo Marechal, Macedonio Fernandez, etc. Ensuite par la révolution artistique sans précédent qu'elle déclenche en Argentine, moderniste sans être pour autant le simple écho de mouvements étrangers (comme pouvait l'être Prisma et Proa avec l'ultraïsme espagnol). Outre les écrivains, différents artistes contribuent à la revue, ainsi Pedro Figari ou Xul Solar.
C'est dans le numéro 4 du 15 mai 1924 qu'est publié le manifeste de la revue, signé par Oliverio Girondo, distribué également dans les rues, et exaltant une indépendance artistique de l'Amérique par rapport à l'Europe. Indépendance relative car les collaborateurs continuent de voyager en Europe et de s'inspirer de son bouillonnement intellectuel. Mais pour la première fois peut-être, l'influence est réciproque, et la capitale argentine commence à intéresser l'Espagne et Paris.

« Face à l'imperméabilité hippopotamesque de l'honorable public. Face à la solennité funéraire de l'historien et de l'universitaire qui momifient tout ce qu'ils touchent… Martin Fierro sait que tout est nouveau sous le soleil si tout est regardé par des pupilles actuelles et est exprimé avec un accent contemporain. »

— Oliverio Girondo
Au cours de son existence, Martin Fierro est également une vitrine pour le travail de Ramon Gomez de la Serna et l'art d'Emilio Pettoruti et Arthur Honegger. Elle s'attaque à Leopoldo Lugones, écrivain vénérable déjà en Argentine, jugé icône du passé. Une autre de ses cibles est la Gaceta Literaria, revue espagnole qui prétendait fixer à Madrid le méridien intellectuel de l'Amérique latine. Critiquée à son tour, on lui reproche ou bien d'être un satellite de l'esprit européen, ou bien d'être un divertissement bourgeois éloigné de la réalité des masses.
Une des particularités de la revue est son « Cimetière », peuplé de vers satiriques sur les uns et les autres. On peut également retrouver son ton moqueur et iconoclaste dans ses « papillons » publicitaires : fausses annonces mortuaires, slogans ironiques, etc.
Elle fait une large place à la création poétique, alors bouillonnante, et rénove complètement le genre en Argentine. Elle est en effet le lieu de l'expression d'une métrique libérée mais qui ne fait pas que bégayer les innovations de l'ultraïsme. L'humour est aussi important que le lyrisme.
On y trouve aussi les En-Têtes (Membretes) d'Oliverio Girondo, sorte d'aphorismes moqueurs et évocateurs qui, tout en égratignant souvent des artistes, tentent une réflexion mêlant les formes artistiques et pouvant rappeler les correspondances baudelairiennes. Le genre lui-même peut s’interpréter de différentes façons : comme un simple en-tête, c'est-à-dire un écrit bref ouvrant une publication ou une page, ou comme un jeu de mots tournant autour de la mémoire (membrar en espagnol signifie se souvenir), garder une chose en tête jusqu'à ce qu'elle devienne entêtante… Exemples de ces créations :

« Jusqu’à l’apparition de Rembrandt, nul ne soupçonna que la lumière atteindrait le dramatisme et l’inépuisable variété de conflits de la tragédie shakespearienne. »

« En musique, le pléonasme se dit : variation. »

« Un livre doit se construire comme une horloge et se vendre comme un saucisson. »

Recueillant certaines publications de la revue et y ajoutant d'autres créations, quelques collaborateurs intéressent suffisamment les éditeurs pour voir leurs œuvres paraître en volume. Ce sont les années où Jorge Luis Borges donne les premières versions des thèmes qui l’obséderont continuellement dans Lune d'en face et Enquêtes, où Leopoldo Marechal contribue à la poésie moderne avec Jours comme des flèches, où Güiraldes publie Don Segundo Sombra qui renouvelle le genre gauchesque en Argentine.
De ses années folles argentines, on trouve des récits dans les mémoires et déclarations de différents collaborateurs, et une narration nostalgique et comique dans le roman somme de Marechal: Adan Buenosayres, jeune poète qui erre dans Buenos Aires accompagné de ses camarades artistes.
Bien que son existence soit de courte durée, quelques années de publications seulement, son impact est tel que toute une génération en sort marquée et qu'on lui accole le nom de martinfierristas (martinfierristes).
Quelques années plus tard, en 1931, c'est sous l'impulsion de Victoria Ocampo qu'une nouvelle revue littéraire reprend le flambeau de l'avant-garde : la revue Sur, où l'on retrouve encore Jorge Luis Borges.